# X-47 (航空機)
X-47 ペガサス
空中給油を受けるX-47B
- 用途：無人戦闘攻撃機
- 分類：UCAV
- 製造者：ノースロップ・グラマン社、 スウィフト・エンジニアリング社
- 運用者： アメリカ合衆国（アメリカ海軍）
- 初飛行：
X-47A：2003年2月23日
X-47B：2011年2月4日
- 運用状況：開発中止

X-47 ペガサス（Northrop Grumman X-47 Pegasus）は、ノースロップ・グラマン社がアメリカ海軍向けに開発をしていたステルス性を備えた無人戦闘攻撃機(UCAV)である。

## 開発
米国の無人攻撃機の開発では、ボーイング社がDARPAの委託を受けて米空軍向けに2機製作された概念実証機X-45Aが最初の成果である。X-45Aは原寸大で作る前の縮小版の機体であり、2002年5月22日に初号機が初飛行した。本来なら、X-45Aから元の設計サイズまで拡大したX-45Bと、X-45Bからさらに燃料搭載量を3倍に増やしたX-45Cが製作される予定であったが、米空軍はコストや実用性、戦闘倫理を問題として、X-45Aに続くB型とC型を作らないまま開発計画を終了した。
米空軍の計画と並行してDARPAから米海軍向けのUCAV開発計画を受けたのが当時のノースロップ社（現ノースロップ・グラマン社）である。ノースロップ社の開発試作機には"X-47"の名称が与えられ、その基本形であるX-47Aが2003年2月23日に初飛行した。

### X-47A

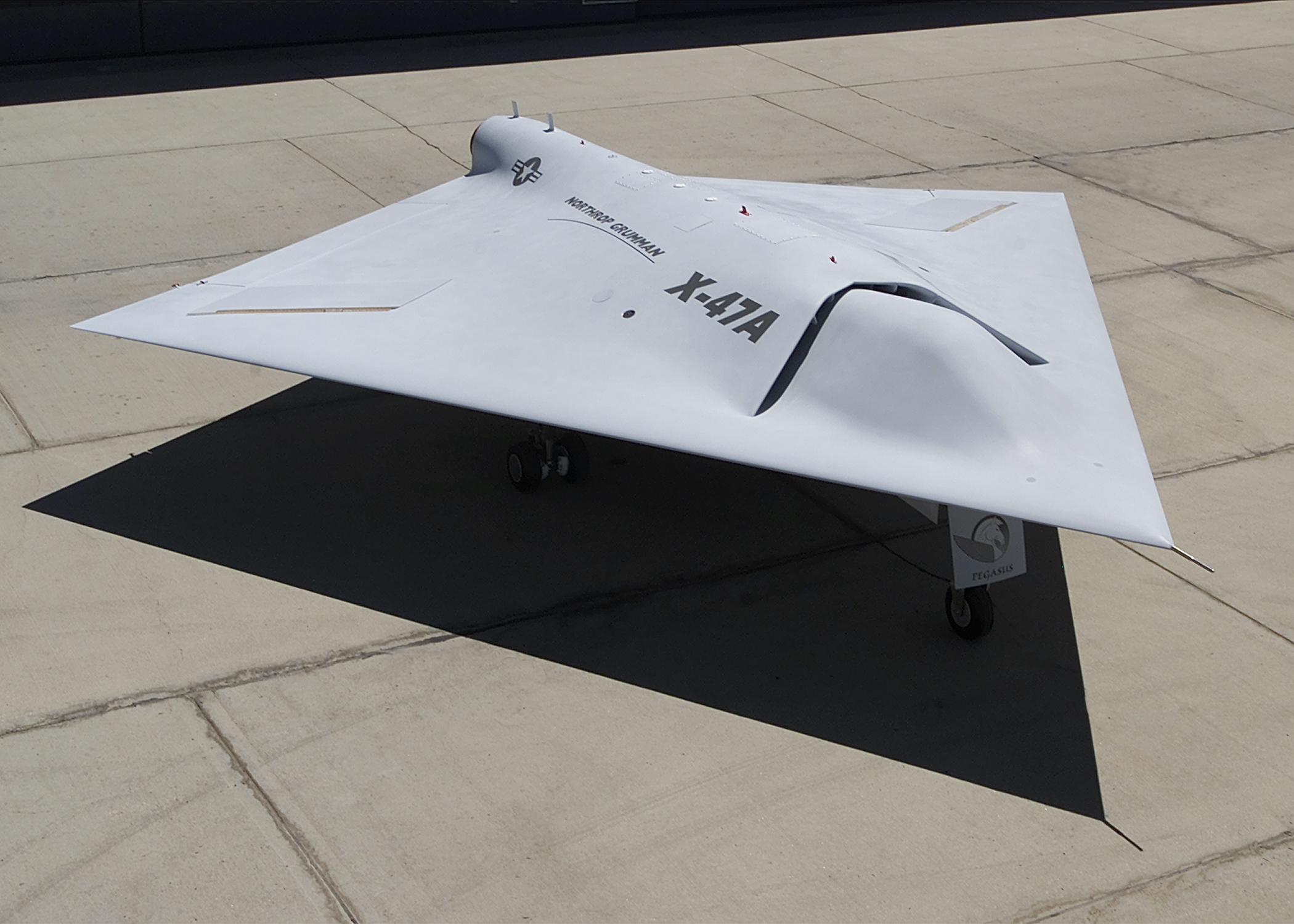
X-47A ペガサス

概念実証機のX-47Aはバート・ルータン率いるスケールド・コンポジッツ社で製造され、2003年2月23日にモハーヴェ砂漠で初飛行した。
X-47Aはプラット・アンド・ホイットニー・カナダ製のJT15D ターボファン・ジェットエンジン1基を搭載し、最大離陸重量2.7t程度の全翼機で、機体平面形は四辺形であった。
続いて実用型のX-47Bが製造されることになっていたが、2006年、米国防総省の「四年ごとの国防計画見直し」(QDR:Quadrennial Defense Review)において計画は一旦キャンセルされた。しかし、2007年8月1日、米海軍省はノースロップ・グラマン社の開発計画案を承認し、「統合無人戦闘航空システム」"J-UCAS"(Joint Unmanned Combat Air Systems)計画を再編した米海軍独自の「無人艦上監視および打撃機」"UCLASS"(Unmanned Carrier-Launched Airborne Surveillance and Strike)の開発計画を決定した。最低6億3,580万ドル（約762億円）が拠出され、X-47Aをベースにした無人戦闘攻撃機の実証機の開発が継続されることとなる。
スペック
- 乗員：無人
- 全長：5.95m
- 全幅：5.94m
- 全高：1.86m
- 空虚重量：1,740kg
- 最大離陸重量：2,678kg
- 動力：プラット・アンド・ホイットニー・カナダJT15D-5C ターボファン（14.2kN）
- 航続距離：1,500nm（2,778km）以上
- 実用上昇限度：12,192m以上
- 推力重量比：0.65

### X-47B
J-UCAS計画を引き継いだ米海軍は

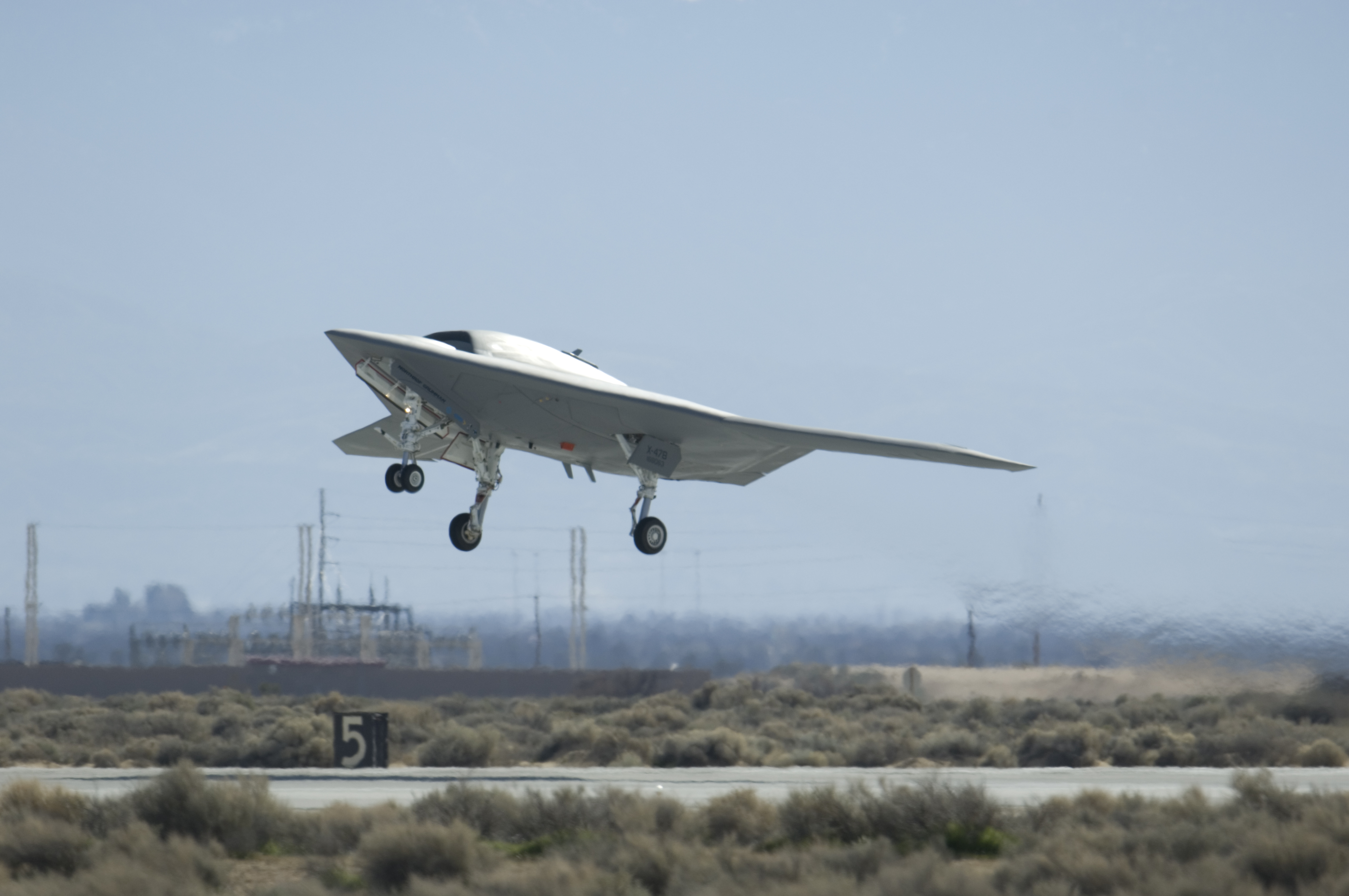
X-47B ペガサス

X-47Aより大きな搭載量と航続距離を求められたX-47Bでは、エンジンはプラット・アンド・ホイットニー F100の単発とされ、機体規模は格段に大きくなった。また、平面形も翼幅・翼面積・アスペクト比がより大きなものとされた。
2008年3月21日付けの「アビエーション・ウィーク」によると、将来のX-47は操縦士抜きで航空母艦からの発艦・着艦が可能、連続飛行可能時間は50-100時間。最大の特徴は、レーザー光線と高出力マイクロ波（HPM）で敵のミサイルや通信施設を破壊することができることにあるという。ミサイル防衛システムとは異なり発射段階にある敵の弾道ミサイルをレーザーで迎撃することで敵のミサイル発射基地までも一挙に破壊することができるとのこと。空対空ミサイル（最大搭載重量：2,045kg）も装備し、多様な方法で敵のミサイルを迎撃することも可能となる予定であるとされた。
政府関連の事業計画の評価を行っている戦略予算評価センターでは、米海軍の空母打撃群では伝統的に戦闘機パイロットが重視される組織上の傾向があり、無人攻撃機の導入には現場からの反発があり、更にはイラクやアフガニスタンでの戦争継続を受けて予算上の問題などから、この計画が2009年度で廃案となる可能性があることが指摘された。戦略予算評価センターでは、米国の国防戦略上重要なこの計画を進行させるためには、米海軍内に存在する無人攻撃機に対する心理的障壁を取り除く事が必要だと論じている。
米海軍が2009年度予算で申請中の無人戦闘攻撃機開発のために必要経費は約2億7,600万ドル（約295億円）、計画を通しての総開発費用は15億ドル（1,600億円）となる見通し。
X-47Bは2011年2月4日にエドワーズ空軍基地で初飛行に成功した。初飛行は29分、飛行高度5,000フィート。2012年には地上でのカタパルト射出試験に成功し、2013年5月14日にはニミッツ級航空母艦「ジョージ・H・W・ブッシュ」からのカタパルト射出試験に成功。同年7月10日には、パタクセント・リバー海軍航空基地を発った機体が、バージニア州沖を航行中の「ジョージ・H・W・ブッシュ」への着艦試験に成功した。
将来は日本を拠点にする第7艦隊の空母打撃群に配備される予定。また、中国が開発中の東風21D対艦弾道ミサイルに対する対抗策になりうるとも言われている。
2016年3月10日、アメリカ海軍は予算上の理由からX-47Bの開発計画を中止したことを発表した。X-47Bに代わって無人偵察機であるMQ-25とその空中給油機型であるRAQ-25の開発が計画されており、2017年中に飛行試験を行うことを予定している。
スペック
- 乗員：無人
- 全長：11.63m
- 全幅：18.92m
- 全高：3.10m
- 空虚重量：6,530.29kg
- 最大離陸重量：20,215kg
- 動力：プラット・アンド・ホイットニーF100-220U ターボファン
- 巡航速度：M0.9+
- 航続距離：2,100nm（3,889km）以上
- 実用上昇限度：12,190m以上
- 兵装：GBU-31 JDAM×2

## 登場作品

### 映画
『スカイライン -征服-』
X-47Bが登場。ロサンゼルス上空に出現したエイリアンの母船を、MQ-9 リーパーとともに攻撃する。

### ゲーム
『コール オブ デューティ ブラックオプス2』
「ロードスター」の名称で登場する。
『エースコンバット7 スカイズ・アンノウン』
B型をモデルとした無人戦闘機「MQ-101」が敵機として登場。劇中では大型無人全翼機「アーセナルバード」の搭載機として運用されており、ミサイルや機関砲で攻撃を行う他、アーセナルバードや軌道エレベーターに向け発射されたミサイルの射線上に割り込んで盾となるなど、無人機という特性を生かした戦術を取る。
『Modern Warships』
航空母艦に搭載するドローンにX-47Bとして登場。